# 遠伝電信
遠伝電信（英文社名：Far EasTone Co., Ltd.）は、台湾の台北市に本社を置く携帯電話などの電気通信事業者や、インターネット関連企業などを傘下に置く持株会社である。

## 沿革
- 1998年1月、台湾の遠東グループとアメリカAT&Tの合弁でサービス開始。
- 2010年1月1日、和信電訊を吸収合併。
- 2023年3月8日、NTTドコモが遠伝の全株式を売却して資本撤退。
- 2023年12月15日、亞太電信を吸収合併。